# Hibou (comics)
Pour les articles homonymes, voir Hibou (homonymie).
Leland Owlsley, alias le Hibou (« Owl » en VO) est un super-vilain évoluant dans l'univers Marvel de la maison d'édition Marvel Comics. Créé par le scénariste Stan Lee et le dessinateur Joe Orlando, le personnage de fiction apparaît pour la première fois dans le comic book Daredevil #3 en août 1964. 
Le personnage est un ennemi récurrent du héros Daredevil.

## Biographie du personnage
Leland Owlsley, un riche investisseur new-yorkais, est surnommé « le Hibou de Wall Street ». Il décide d'abandonner sa profession pour se lancer dans le crime organisé, profitant de sa réputation d'homme d'affaires vertueux.
Son premier combat l'oppose à Daredevil, le justicier de Hell's Kitchen. Bien qu'il s'injecte un sérum développant son gène X, ce qui lui permet alors de voler, il est vaincu par Daredevil. Marqué par cette défaite, le Hibou tente à plusieurs reprises d'éliminer le héros aveugle.
Il enlève ensuite, à l'aide d'un hibou robotique, le juge qui l'avait condamné lors d'une précédente affaire mais Daredevil le libère. Gêné dans ses affaires et coincé par la Veuve noire, il part s'installer à Chicago où il se trouve opposé à Greer Grant, alors surnommé la Chatte et qui deviendra plus tard Tigra. Il est obligé de quitter la ville et part s'installer à San Francisco. Mais ses plans sont contrés par Daredevil et la Veuve noire. 
Hémiplégique, il retourne vivre à New York où il recrute l'Homme-taureau comme homme de main. Ce dernier est chargé de capturer un neurologue pour le forcer à guérir Owlsley, mais Daredevil empêche l'enlèvement.
Très affecté physiquement, le Hibou achète à la Maggia un pacemaker et un module qui l'aident à vivre. Il compte piller New York lors d'une panne de courant locale, mais est capturé par Spider-Man.
Plus tard, ayant récupéré un niveau de santé correct, il se lance dans une guerre des gangs contre le Docteur Octopus pour prendre la place du Caïd, mais perd le combat. Il est ensuite invoqué mystiquement (avec Nekra et Asp) par Llan le Sorcier à Winnipeg (Canada) pour combattre la Division Alpha.
Affectés par un engin du Docteur Fatalis, plusieurs super-vilains dont le Hibou attaquent le QG des Quatre Fantastiques, sans succès.
Revenu dans le monde criminel, il se lance dans le commerce d'hormone mutante, une drogue à la mode, mais est arrêté de nouveau par Daredevil. Pendant l'arc narratif Actes de Vengeance, il s'attaque à nouveau la Division Alpha.
Récemment, il s'arrange pour faire arrêter le Caïd, alors que celui-ci allait négocier avec le FBI.
Quand l'avocat Foggy Nelson est laissé pour mort lors d'une visite en prison (il est en fait placé dans un programme de protection des témoins), Daredevil vient se venger sur le Hibou, le laissant grièvement blessé.
Guéri, il réussit à s'échapper de prison et vole Deathlok dans un dépôt du SHIELD, qu'il compte revendre au marché noir. Mais, il est alors abattu par Hood, le nouveau roi du crime à New York.

## Pouvoirs, capacités et équipement
Leyland Owlsley est un homme d'affaires avisé et financier compétent. Son intellect rusé fait de lui un cerveau criminel manipulateur. Après avoir employé un sérum, son corps a développé un pouvoir lui permettant de planer sur de courtes distances. Le Hibou peut donc chuter d'une hauteur de sept mètres sans dégâts, s'il a assez de place pour manœuvrer. Ses os sont creux, et sa perte de poids est compensée par un gain de muscles. Sa force et son agilité sont supérieures à celles d'un athlète. Sa tête peut tourner à 180°. Sa vision, très fine, a une portée étendue. De même, il est capable de faire diverger ses yeux, pour voir deux endroits en même temps.
Ses ongles sont plus solides que ceux d'un humain normal, et il s'en sert pour griffer ses adversaires. Mais le Hibou n'est pas un combattant doué, il évite autant que possible le corps à corps. Pour être plus dangereux, il s'équipe parfois de griffes métalliques attachées à ses avant-bras. Le Hibou porte une cape adaptée à sa morphologie qui améliore ses capacités lorsqu'il plane. Il lui arrive d'employer d'autres armes et équipement hi-tech, fourni par le Bricoleur.

## Versions alternatives
- Dans l'univers alternatif Age of Apocalypse, le Hibou apparaît dans l'histoire « Last Stand » du premier numéro de la série X-Universe de (1995). Dans cet univers, le super-vilain fait partie des Maraudeurs[3].
- En 2010, une version alternative du Hibou, similaire à la continuité principale, apparaît dans l'histoire « Partner in Crime » du troisième numéro de la mini-série Marvel Universe vs. The Punisher. Le Hibou est réemployé dans l'épisode « Insatiable » du troisième numéro de la mini-série Marvel Universe vs. The Avengers (2012), qui se poursuit dans le même univers alternatif[4]. Dans ces mini-séries, un virus transforme une partie de l'humanité en cannibales. Frank Castle (le Punisher) y est immunisé et affronte les super-héros et super-vilains infectés.

## Apparitions dans d'autres médias
En 2015, le personnage est adapté à la télévision dans la série Daredevil de Netflix qui fait partie de l'univers cinématographique Marvel.
Interprété par Bob Gunton, Leland Owlsley est un magnat de Wall Street sans aucun pouvoir particulier dans cette adaptation. L'homme d'affaires agit comme le comptable de Wilson Fisk (le Caïd),,,.